# Katerina Poladjan

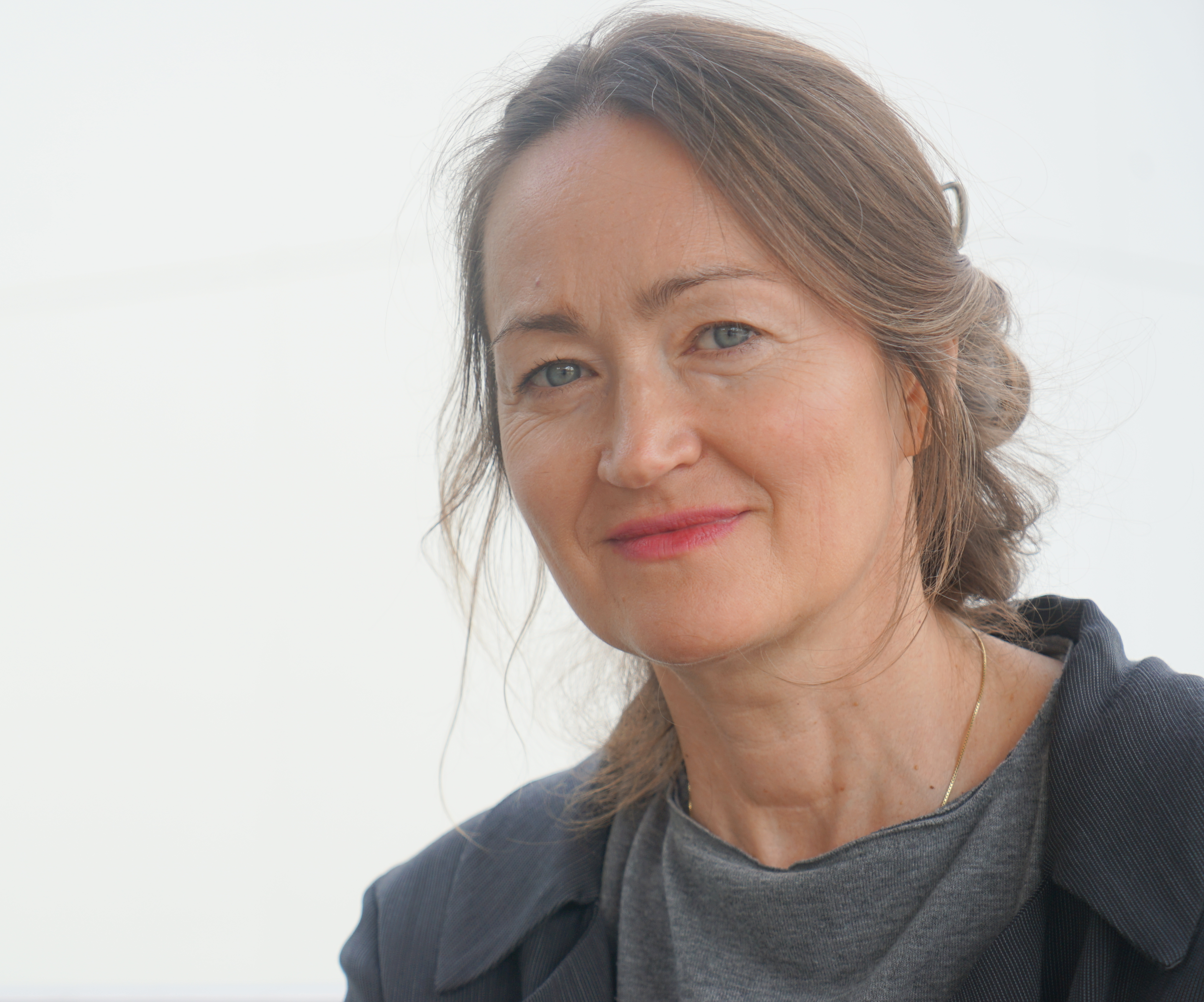
Katerina Poladjan, 2025

Katerina Poladjan (russisch Катерина Поладян; * 1971 in Moskau) ist eine deutsche Schriftstellerin. Sie erhielt 2025 den Großen Preis des Deutschen Literaturfonds und ist Trägerin des Rompreises Villa Massimo.

## Leben und Werk
Katerina Poladjan wurde in der Sowjetunion geboren. Ihr Großvater war ein Überlebender des Völkermords an den Armeniern. Ende der 1970er Jahre kam sie nach Deutschland. In Westberlin besuchte sie ein Gymnasium des Erzbistums Berlin und absolvierte an der Leuphana Universität Lüneburg ein Studium der Angewandten Kulturwissenschaften mit dem Schwerpunkt Philosophie und Kunst. Ihr Vater Michael Poladjan ist ein international anerkannter Künstler, und ihre Mutter Irina Olegowna Vinizki, geborene Cheglowa, ist Kunsthistorikerin und Journalistin.
Katerina Poladjan schreibt Romane, Essays und Theatertexte. Im Jahr 2011 erschien ihr erster Roman In einer Nacht, woanders im Rowohlt Verlag Berlin. Die Frankfurter Allgemeine Zeitung schrieb: „In atemlosem Stakkato, im suggestiven Präsens erzählt die Protagonistin ihre geisterhafte, bedrückende Reise in die russische Nacht und die eigene Herkunft“.  Drei Jahre später erhielt sie das Alfred-Döblin-Stipendium der Berliner Akademie der Künste. Der Roman Vielleicht Marseille folgte 2015. „Ein in den Details hyperrealistisches Traumspiel, das subkutan wirkt“, schrieb die Süddeutsche Zeitung sowie Die Welt: „Das Kunststück, in aller stilistischer Gelassenheit von auseinanderkrachenden Existenzen zu erzählen, ist Poladjan gelungen … Katerina Poladjan kann sehr viel, sie kann in wenigen Sätzen Geschichten erzählen, für die manche andere viele Seiten brauchen“.  Der literarische Reisebericht Hinter Sibirien. Eine Reise nach Russisch-Fernost, den sie gemeinsam mit dem Autor und Regisseur Henning Fritsch schrieb, erschien 2016. Auf Einladung von Meike Feßmann nahm Poladjan am Ingeborg-Bachmann-Preis 2015 teil.
Ihr Roman Hier sind Löwen folgte 2019. Er wurde mit dem Nelly-Sachs-Preis ausgezeichnet und für den Deutschen Buchpreis nominiert. „Katerina Poladjan reflektiert die Ungeheuerlichkeit des Völkermords und die Gegenwart eines Landes im Abseits klug und dezent, in einer poetisch-kantigen Sprache“, schrieb die Neue Zürcher Zeitung (NZZ) und Die Welt urteilte: „Am Ende dieses sehr klugen und bewegenden Romans gibt es beides: ein tragisches und ein glückliches Ende, gerecht verteilt auf die Realität und auf die Fiktion“. Mit ihrem Roman Zukunftsmusik war Poladjan 2022 für den Preis der Leipziger Buchmesse (Shortlist) nominiert. Er wurde mit dem Rheingau Literatur Preis und dem Chamisso Preis ausgezeichnet. „Katerina Poladjan hat mit Zukunftsmusik einen der ganz großen deutschen Gegenwartsromane geschrieben, den man jetzt in Zeiten des Krieges anders liest als noch in der Zeit des Friedens“ so der Literaturkritiker Denis Scheck (WDR 2). „Der Roman ›Zukunftsmusik‹ ist ein Hoffnungs- und ein Trostbuch. Eine literarische Verteidigung der Menschlichkeit unter den besonderen Bedingungen der Macht“ schrieb Paul Jandl in der NZZ. „Katerina Poladjan gelingt ein kleines, schimmerndes Alphabet der Gefühle in der späten Sowjetunion“, schrieb die Süddeutsche Zeitung. Übersetzungen erschienen in dänischer, französischer, italienischer, niederländischer und türkischer Sprache; Hier sind Löwen wurde unter anderem ins Bulgarische, Französische und Niederländische übersetzt.
Der Neue Berliner Kunstverein (n.b.k.) zeigte den ersten Essayfilm von Katerina Poladjan und Henning Fritsch, einer Überschreibung von Marguerite Duras’ Il dialogo di Roma (1982). Das Maxim Gorki Theater in Berlin kündigte für Januar 2026 eine Adaption des Romans Zukunftsmusik unter der Regie von Nurkan Erpulat an.
Poladjan erhielt 2003 ihr erstes Stipendium im Bereich der Literatur. Sie arbeitete aber zunächst als Schauspielerin, unter anderem am Schauspielhaus Hamburg sowie an der Schaubühne Berlin  und nahm in dieser Zeit bis 2016 auch Nebenrollen in Film- und Fernsehproduktionen an. So wirkte sie in The Cut und Tschick unter der Regie von Fatih Akin mit.
Katerina Poladjan lebt und arbeitet in Berlin. Sie ist Mitglied im PEN Berlin.

## Einzeltitel
- In einer Nacht, woanders. Rowohlt Verlag, Berlin 2011, ISBN 978-3-87134-717-7.
  - In einer Nacht, woanders. S. Fischer Verlag, Frankfurt a. M. 2024, ISBN 978-3-596-70905-2.
- Vielleicht Marseille. Rowohlt Verlag, Berlin 2015, ISBN 978-3-87134-810-5.
- Hinter Sibirien. Eine Reise nach Russisch-Fernost. Rowohlt Verlag, Berlin 2016, ISBN 978-3-87134-841-9.
- Hier sind Löwen. S. Fischer Verlag, Frankfurt a. M. 2019, ISBN 978-3-10-397381-5.
- Zukunftsmusik. S. Fischer Verlag, Frankfurt a. M. 2022, ISBN 978-3-10-397102-6.
- Goldstrand. S. Fischer Verlag, Frankfurt a. M. 2025, ISBN 978-3-10-397176-7.

## Beiträge zu Anthologien
- Die Bergsteigerin, in: Ziegel 10 – Hamburger Jahrbuch für Literatur 2006/2007. Verlag Dölling und Galitz, Hamburg 2006/2007, ISBN 978-3-937904-32-0.
- Wir. Gestern. Heute. Hier. Texte zum Wandel unserer politischen Werte. Hrsg. Matthias Jügler, Verlag Piper, 2020, ISBN 978-3-492-07034-8.
- Kafka gelesen. Eine Anthologie. Hrsg.: Sebastian Guggolz, S. Fischer Verlag, 2024, ISBN 978-3-10-397579-6.

## Auszeichnungen
- 2003: Stipendium der Neuen Gesellschaft für Literatur
- 2014: Grenzgänger Stipendium der Robert Bosch Stiftung
- 2014: Alfred-Döblin-Stipendium
- 2015: Senatsstipendium der Stadt Berlin
- 2015: Teilnahme am Ingeborg-Bachmann-Wettbewerb
- 2015: Literaturpreis „Der kleine Hai“ der Buchhandlung Wist, Potsdam
- 2015: Nominierung für den Alfred-Döblin-Preis
- 2016: Shortlist Literaturpreis der Europäischen Union
- 2016: Stipendium der Stiftung Preussische Seehandlung
- 2016: Residenzstipendium der Kulturakademie Tarabya Istanbul
- 2016/2017: Stipendium des Deutschen Literaturfonds
- 2019: Alfred-Döblin-Stipendium
- 2019: Longlist Deutscher Buchpreis mit Hier sind Löwen
- 2019: Einjähriges Stipendium der Berliner Senatsverwaltung für Kultur und Europa[10]
- 2021: Nelly-Sachs-Preis
- 2022: Shortlist Preis der Leipziger Buchmesse
- 2022: Chamisso-Preis/Hellerau[11]
- 2022: Rheingau Literatur Preis für den Roman Zukunftsmusik[12]
- 2022: Platz 1 auf der SWR-Bestenliste im April für den Roman Zukunftsmusik[13]
- 2022: Shortlist Wilhelm Raabe-Literaturpreis
- 2022: Shortlist Prix Grand Continent
- 2023/24: Stipendium der Deutschen Akademie Rom Villa Massimo
- 2023: Trophées littéraires des Nouvelles d’Árménie (für Hier sind Löwen, französischsprachige Ausgabe)
- 2025: Großer Preis des Deutschen Literaturfonds[14]